# Karl Schmidt (futebolista)
Karl Schmidt (Wabern, 5 de março de 1932 – 10 de julho de 2018) foi um futebolista alemão. 

## Carreira
Ele jogou como zagueiro para KSV Hessen Kassel, 1. FC Kaiserslautern e FK Pirmasens.
Morreu em 10 de julho de 2018, aos 86 anos.